# Жена III (Вилем де Кунинг)
Жена III (енгл. Woman III) је слика апстрактног експресионизма Вилема де Кунинга. Представља уље на платну, насликано 1953. године. Приказује жену која је главна тема једних од шест слика рађених између 1951. године и 1953. године.
Од касних 1970-их до 1994. године ова слика је била део колекције музеја савремене уметности у Техерану, али након револуције 1979. године, ова слика није могла бити приказана због строгих правила која је влада поставила у вези са визуелном уметношћу и оним што приказују. Године 1994. Томас Аман ју је трговао са Дејвидом Гефеном за остатак перзијског рукописа из 16. века, Тахмасп I – Шахнаме.
У новембру 2006. године, Гефен је слику продао милијардеру Стивену Ф. Коену за 137,5 милиона долара, што је чини дванаестом најскупљом сликом икад продатом.